# Assedio di Rodi (1522)
L'assedio di Rodi fu un episodio militare che si svolse tra il 26 giugno e il 22 dicembre 1522 e vide impegnati i Cavalieri Ospitalieri e l'Impero ottomano. Dopo quasi sei mesi di resistenza gli Ospedalieri accettarono le condizioni del sultano Solimano il Magnifico e abbandonarono l'isola.

## Antefatti
All'inizio del XIV secolo i Cavalieri Ospitalieri catturarono Rodi dopo che nel 1291 persero Acri, ultima fortezza crociata in Palestina, in favore dei Mamelucchi. Nel 1480 l'Impero ottomano pose un primo assedio all'isola ma gli Ospedalieri riuscirono a respingerli. Tuttavia per gli Ottomani l'isola di Rodi, vicina alla costa meridionale dell'Anatolia e base per le operazioni di pirateria cristiane, rappresentava una spina nel fianco alla loro espansione.
Nel 1521 Philippe de Villiers de L'Isle-Adam venne eletto Gran Maestro dell'Ordine e sbarcò a Rodi nove giorni dopo l'annuncio della vittoria di Belgrado da parte di Solimano. Aspettandosi un nuovo attacco ottomano a Rodi, continuò a rinforzare le fortificazioni della città e richiamò a Rodi cavalieri dell'Ordine provenienti da tutta l'Europa per difendere l'isola. Le sue richieste aiuto ai sovrani europei giungeranno a Corfù solo il 30 luglio ma nessuno invierà soccorsi se non la Repubblica di Venezia.

### Le prime avvisaglie
Dall'inizio del maggio del 1522 il Gran Maestro degli Ospedalieri era al corrente di un possibile attacco su Rodi da parte della flotta turca ed era stato avvisato dell'adunanza presso Diggune, vicino a Bursa, di un esercito di circa 100 000 asapi al comando del sultano Solimano il Magnifico in persona. I suoi contatti a Bodrum, tuttavia, lo informarono che tali forze si sarebbero dirette in parte a Karahisar per una campagna contro i Safavidi e in parte verso Costantinopoli per una campagna contro il Regno d'Ungheria e che al contempo trenta galee sarebbero entrate nel Mar Nero per poi risalire il Danubio in appoggio all'esercito. In effetti in quei giorni parte delle forze turche erano accampate presso Lüleburgaz e gli ungheresi, dopo la perdita di Belgrado dell'anno precedente, avevano respinto con successo alcune scorrerie turche. Vi era comunque il timore che il grosso della flotta turca potesse puntare verso l'isola sebbene in apparenza non vi fossero preparativi per il vettovagliamento e l'armamento di un ulteriore esercito sulle coste turche.
Il 29 maggio il nuovo governatore veneziano di Pera, Andrea Priuli, sbarcò a Costantinopoli per sostituire Tommaso Contarini. Fu ben accolto dal kapudan pascià Kurtoğlu Muslihiddin Reis che gli disse che per ordine del sultano sarebbe partito insieme alla flotta il 3 giugno ma che i possedimenti veneziani sarebbero stati tutelati. Nei giorni successivi venne informato degli effettivi della flotta turca e della loro intenzione di catturare a tutti i costi la città di Rodi e nel caso in cui ciò non fosse possibile, di stabilire di una testa di ponte fortificata sull'isola.
Il 3 giugno da Rodi fu avvistato un fuoco di segnalazione sulla costa turca, metodo che le spie al servizio degli Ospitalieri erano solite utilizzare quando volevano passare informazioni. Fu pertanto inviata una fusa guidata da un certo Antonio Giassi che soleva occuparsi di questo tipo di missioni. Giunta sul luogo trovò accampati due o tre mercanti turchi insieme ad altri sette uomini armati che chiesero al capitano di scendere dalla nave dal momento che volevano parlargli. Il Giassi titubò, poi accettò a patto che fossero fatti salire sulla sua fusta due dei turchi quali ostaggi. Non appena scese fu catturato mentre uno dei due ostaggi, che si era precedentemente accordato con i compagni, riuscì a fuggire gettandosi in acqua. Il secondo tuttavia venne trattenuto dall'equipaggio e quelli sulla spiaggia per cercare di liberarlo iniziarono a tirare frecce e scagliare pietre uccidendo un marinaio e ferendone sei, finché la fusta fu costretta a salpare. Non ci fu modo di riscattare il Giassi che venne torturato e confessò informazioni preziose riguardanti le difese della città; d'altra parte anche gli Ospedalieri costrinsero il prigioniero turco a parlare ed ebbero la conferma che la flotta ottomana puntava su Rodi e che al Flisco erano già arrivati trecento cavalieri e migliaia di fanti.

#### La partenza della flotta turca
La sera del 6 giugno il grosso della flotta turca, guidato da Kurtoğlu Muslihiddin Reis e da Caramamuth lasciò il Bosforo, dirigendosi verso Gallipoli per imbarcare altre truppe accampate presso İpsala. La flotta turca era composta da 60-70 galee sottili, 40 galee grosse, 50 palandre, 20 navi grosse e 140 tra grippi, fuste e brigantini.
L'8 giugno l'avanguardia della flotta turca, costituita da 10 galee sottili e 9 fuste al comando di Suleiman Reis, raggiunse Chio per convincere i corsari turchi operanti nella zona, tra cui Surisan e compagni, ad unirsi alla flotta con le loro fuste dal momento che il sultano aveva concesso loro l'amnistia in cambio della partecipazione all'operazione su Rodi. Il 14 giugno 40 navi turche oltrepassarono Kos.
Il 16 giugno Lala Kara Mustafa Pascià, dopo aver avuto un incontro con il Priuli, si imbarcò da Costantinopoli per raggiungere il resto della flotta mentre le prime trenta galee sottili guidate da Kurtoğlu raggiunsero Rodi e iniziarono a pattugliare il mare attorno all'isola facendo base a Fethiye. Il 17 giugno l'esercito turco in Anatolia, guidato dal sultano, raggiunse Flisco e in quel luogo attese l'arrivo delle forze navali. Il 18 giugno il grosso della flotta oltrepassò i Dardanelli, nei giorni successivi fu rinforzata da 14 galee a Smirne e da un gran numero di fuste dei corsari locali. Il 23 giugno la flotta turca, divisa in un gruppo principale di circa 250 navi seguito da una retroguardia di 50 navi, fu avvistata per la prima volta nei pressi di Simi e il 25 arrivò davanti alle coste di Rodi. Il 26 giugno da Fethiye e da Marmaris salparono circa 150 navi della flotta turca i cui soldati verso le tre del pomeriggio sbarcarono rapidamente nei pressi di Ialiso e della collina di Filerimos. Prima ancora di aver predisposto un accampamento iniziarono a compiere scorrerie mettendo a ferro e fuoco la campagna circostante ed occupando alcuni castelli abbandonati. Dal porto di Rodi furono tirati una decina di colpi d'artiglieria ma le navi turche si mantennero fuori portata. Allora il Gran Maestro inviò un brigantino per avvertire gli altri possedimenti cristiani nell'Egeo dell'assedio imminente.

#### Le difese di Rodi
La città di Rodi era difesa da una cinta di mura doppia o tripla che, dall'interno all'esterno, era costituita da un doppio muro di pietra contenente un terrapieno centrale e provvisto di una scarpa esterna, ulteriormente fortificato da bastioni, un fossato, una controscarpa e un glacis. Sul lato sud della fortificazione vi erano poi tre terrapieni esterni, quello d'Aragona (o di Spagna), d'Inghilterra e d'Italia, posti davanti alle rispettive langues. Il perimetro esterno delle mura era lungo circa 3,5 km e circondava una superficie di poco meno di cinquanta ettari. Le mura erano provviste di svariate torri delle quali la Torre di Naillac e la Torre dei Mulini difendevano l'ingresso al Porto di Colona mentre il forte di San Nicola difendeva quello al Porto di Mandraki. Le mura erano attraversate da undici porte delle quali quelle verso la terraferma erano maggiormente fortificate rispetto a quelle affacciate sul mare.
A partire dall'inizio di giugno il Gran Maestro si preparò a difenderla contro i turchi. Fece ripulire i fossati dalla terra, supervisionò il posizionamento dell'artiglieria, fece spianare ogni albero entro tre miglia dalla città, in modo da avere la visuale libera e così da non fornire al nemico alcun riparo in prossimità delle mura; in tutti questi lavori diedero il loro contributo anche le donne. Gli schiavi turchi presenti sull'isola vennero messi in ceppi per timore che potessero dar manforte agli assalitori, poi furono condotti in un luogo chiamato "fossa del mare"; da lì venivano prelevati a gruppi di cinquanta uomini per aiutare nei di lavori di preparazione all'assedio. Assoldò l'equipaggio di una nave veneziana all'ancora e sequestrò una caracca genovese che era da poco giunto da Alessandria e trasportava 2 000 botti di polvere da sparo oltre ad avere un complemento di circa duecento uomini con armi bianche. In seguito tolse tutte le guarnigioni presenti nei castelli dell'isola riuscendo a radunare circa 16 000 uomini. Divise la città di Rodi in quattro quadranti, ciascuno dei quali presidiato da una forza di 2 000 uomini al comando di un capitano che avrebbe dovuto mantenere la propria posizione a qualunque costo, pena la testa. Di questi, circa 3 000 furono assegnati alla difesa dei bastioni, divisi in otto squadre fondate sulle suddivisioni amministrative dell'Ordine, dette "lingue" (langues) e così chiamate perché si basavano lingua parlata dai cavalieri che ne facevano parte. In senso antiorario, a partire dal lato occidentale del Porto di Colona, si distinguevano così la Lingua di Francia, che presidiava il tratto di mura dalla Torre di Naillac alla Torre di San Paolo, la Lingua di Germania dalla Porta d'Amboise al Bastione di San Giorgio, la Lingua di Alvernia dal Bastione di San Giorgio alla Torre di Spagna, la Lingua d'Aragona dalla Torre di Spagna alla Torre della Vergine, la Lingua d'Inghilterra dalla Torre della Vergine a Porta San Giovanni, la Lingua di Provenza da Porta San Giovanni al Bastione del Carretto, la Lingua d'Italia dal Bastione del Carretto a Porta di Santa Caterina e la Lingua di Castiglia dalla Porta di Santa Caterina a Porta San Paolo. Altri due o quattro capitani, con 1 000-2 000 uomini ciascuno, avrebbero dovuto soccorrere i quadranti in difficoltà. I restanti 6 000 uomini, costituiti dagli Ospitalieri e dalle truppe meglio addestrate, sarebbero rimaste al diretto comando del Gran Maestro nei dintorni del Palazzo. La città disponeva di 3 000 pezzi d'artiglieria di ogni dimensione, da piccole colubrine sino ad un'enorme bombarda dal calibro di 510 mm. Dal momento che non c'era più spazio per alloggiarne altri sulle fortificazioni, altri 300 pezzi vennero tenuti come riserva insieme agli artiglieri necessari per operarli in modo da sostituire quelli danneggiati al bisogno. Le munizioni e la polvere da sparo erano sufficienti per poter sparare 25 colpi con ciascun pezzo per tre anni. La flotta degli Ospedalieri fu ancorata nel porto commerciale che venne poi chiuso da due pesanti catene, l'una tra la Torre di Naillac e la Torre dei Mulini, l'altra tra questa e Forte San Nicola. Vi era cibo per poter resistere per un anno e mezzo tra cui una grande quantità di miglio e 8 000 botti di vino.
Il 23 giugno il Gran Maestro venne informato dell'avvistamento della flotta turca. La mattina stessa fece un discorso di incoraggiamento ai propri soldati poi ordinò di abbandonare la città a tutti coloro che non erano in grado di imbracciare le armi. Il 26 giugno gli fu consegnata una lettera contenente la dichiarazione di guerra di Solimano il Magnifico. Il sultano si diceva contrariato e umiliato per l'atteggiamento degli Ospedalieri verso l'Impero dal momento che compivano continuamente scorrerie a danno di imbarcazioni turche, era tuttavia pronto a concedere il salvacondotto a chiunque se ne fosse voluto andare, permettendogli di portare con sé quanto era in grado di trasportare a patto che gli fosse consegnata l'isola. Chi avesse voluto restare, ne avrebbe avuta facoltà. Se però si fossero rifiutate le sue proposte, avrebbe ucciso e schiavizzato tutti i difensori e gli abitanti.

## Assedio

### I primi attacchi
I turchi, dopo aver bloccato i due porti, iniziarono a disporre le truppe, realizzare le batterie d'artiglieria e ad erigere gli accampamenti. I giannizzeri, a nord-ovest della città, si sarebbero occupati della Lingua di Francia, Kurtoğlu Mushliddin Reis e Ayad Mehmed Pascià, a ovest, delle Lingue di Germania e d'Alvernia, Ahmed Pascià, a sud-ovest, della Lingua d'Aragona, Qasim Pasha, a sud, della Lingua d'Inghilterra, Lala Mustafà Pasha, a sud-est, della Lingua di Provenza e Piri Pashà, a est, della Lingua d'Italia. Il 28 giugno giunse sull'isola Lala Mustafà Pascià. Il 29 giugno si verificarono i primi scambi di frecce e colpi d'archibugio mentre proseguivano le operazioni di sbarco dalle navi turche che andarono avanti anche nei primi dieci giorni di luglio. Squadre di guastatori, in gran parte cristiani reclutati nei Balcani iniziarono a scavare lunghi tunnel ma vennero decimati dall'artiglieria nemica che riuscì anche a danneggiare i ripari in legno realizzati per alloggiare l'artiglieria e coprire i soldati nemici. Tra il 30 giugno e la prima settimana di luglio si susseguirono sette assalti di fanteria, nessuno dei quali riuscì e in cui morirono un gran numero di uomini. I turchi tentarono anche di attaccare il porto ma i difensori riuscirono ad affondare da sei a quattordici galee nemiche. Ricorsero allora ad uno stratagemma: riuscirono a catturare cinque o sei galee di Nicolò Querini di ritorno da Cipro e facendo sventolare il Leone di San Marco cercarono di fingersi una squadra di soccorso ma l'inganno fu scoperto e le navi affondate. Il 7 luglio i turchi avevano scaricato 15 pezzi d'artiglieria leggera che il 12 luglio esplosero i primi undici colpi su Rodi.

### Operazioni di soccorso
Il 13 luglio giunse a Creta un brigantino inviato dal Gran Maestro due settimane prima con la richiesta di inviare in aiuto Gabriele Tadino, governatore di Retimo. Il duca Marco Minio rispose che avrebbe voluto acconsentire alla richiesta ma aveva timore che i turchi potessero attaccare la sua isola e che pertanto avrebbe aspettato l'assenso di Venezia prima di prendere una decisione e nel frattempo avrebbe migliorato le fortificazioni. Il 20 luglio, tuttavia, il duca acconsentì all'invio di Gabriele Tadino che giunse a Rodi entro il 1 agosto. Fu accolto con grandi onori e nominato sovrintendente alla difesa della città poi gli furono consegnati il mantello crociato degli Ospedalieri e il bastone di comando. Il 18 luglio la Repubblica di Venezia inviò Giovanni Venturi con 4 galee verso i propri possedimenti nel Mediterraneo orientale e il 27 luglio ordinò l'armamento immediato di altre 25 galee per potenziare le difese navali delle città nell'Egeo. Il Venturi ripartì da Corfù l'8 agosto alla volta di Creta seguito da 18 galee. Il 7 agosto Adriano VI sollecitò l'invio a Rodi di galee genovesi con un complemento di 1 500-2 000 soldati spagnoli nonché cariche di viveri e polvere da sparo; queste navi partirono il 10 ottobre da Genova. Verso fine agosto 18 galee sottili e 4 galee grosse al comando di Andrea Doria si trovavano nel Golfo di Squillace in attesa di altre tre o quattro navi cariche di fanti e munizioni che dovevano raggiungerle da Napoli; una volta riunitasi, la piccola flotta avrebbe puntato verso Rodi. Il 15 ottobre le tre caracche genovesi arrivarono nella città partenopea ma i mille fanti disertarono dal momento che non venivano pagati.

### L'arrivo del sultano
Il 18 luglio Solimano il Magnifico giunse al Flisco e cinque giorni dopo sbarcò a Rodi. Dal 19 luglio iniziarono ad essere impiegate le bombarde. Tra il 20 luglio e la prima metà di agosto i guastatori turchi cercarono di raggiungere le mura della città tramite lo scavo di lunghi cunicoli e il posizionamento di mine, ma incontrarono notevoli difficoltà, dal momento che raggiunta una certa profondità quelli si allagavano rendendo pressoché impossibile proseguire. Il sultano allora divise l'esercito in tre parti affidando la prima al comando di Lala Mustafà Pascià, la seconda a quello di Kurtoğlu e la terza ad Ahmed Pascià, beylerbey di Rumelia. I difensori permisero alla prima schiera di accostarsi alle mura per poi bersagliarla con un intenso tiro di artiglieria, uccidendo molti fanti e distruggendo i loro ripari. Anche le altre due schiere, che pure tentarono in ogni modo di scalare le mura, non ebbero miglior fortuna e riuscirono giusto a danneggiare la merlatura delle mura o poco più prima di essere a loro volta respinte con molte perdite. I difensori poi schernirono il nemico mostrandosi sulle mura vestiti di scarlatto e portando collane al collo. Dopo il fallimento di questo assalto i turchi non tirarono un singolo colpo di artiglieria per tre giorni. Approfittando della tregua un gruppo di Ospedalieri si travestì al modo dei soldati turchi ed effettuò una sortita notturna contro l'accampamento nemico riuscendo ad uccidere molti soldati e a catturare vivi 33 giannizzeri; tra i cristiani furono invece catturati tre uomini. In quei giorni gli Ospedalieri riuscirono anche ad affondare altre 7 galee sottili, una galea grossa, due navi grosse e diverse fuste. In seguito Lala Mustafà Pascià attaccò Piscopi con 22 galee dando fuoco ai villaggi ma gli abitanti riuscirono a rifugiarsi nei castelli dell'isola. All'inizio d'agosto giunsero a Rodi i primi rinforzi veneziani guidati da Gabriele Tadino, che avendo disobbedito agli ordini della Serenissima fu dichiarato ribelle. Verso la fine del mese i turchi decisero di attaccare la città in cinque zone diverse ma dal momento che i cristiani danneggiavano la loro artiglieria decisero di impiegare i trabucchi. Inizialmente riuscirono a far crollare la sommità del campanile della chiesa di San Giovanni e i merli del bastione presso Porta San Atanasio. Verso il 27 agosto, tuttavia, riprese un intenso fuoco di artiglieria che uccise 130 difensori presso le poste d'Alvernia, Aragona e Inghilterra e danneggiò gravemente il tratto di mura tra la Torre della Vergine e il Terrapieno di Spagna senza tuttavia riuscire ad aprire brecce. Nel frattempo squadre di genieri continuarono a scavare per cercare di riempire il fossato sul lato ovest della città, tra la posta d'Alvernia e la posta d'Aragona. Il giorno stesso i difensori scoprirono due cunicoli che erano riusciti ad arrivare sino al fossato. A fine mese arrivarono rinforzi da parte di Ayad Mehmed Pascià che giunse a Rodi con 37 galee.

### La breccia

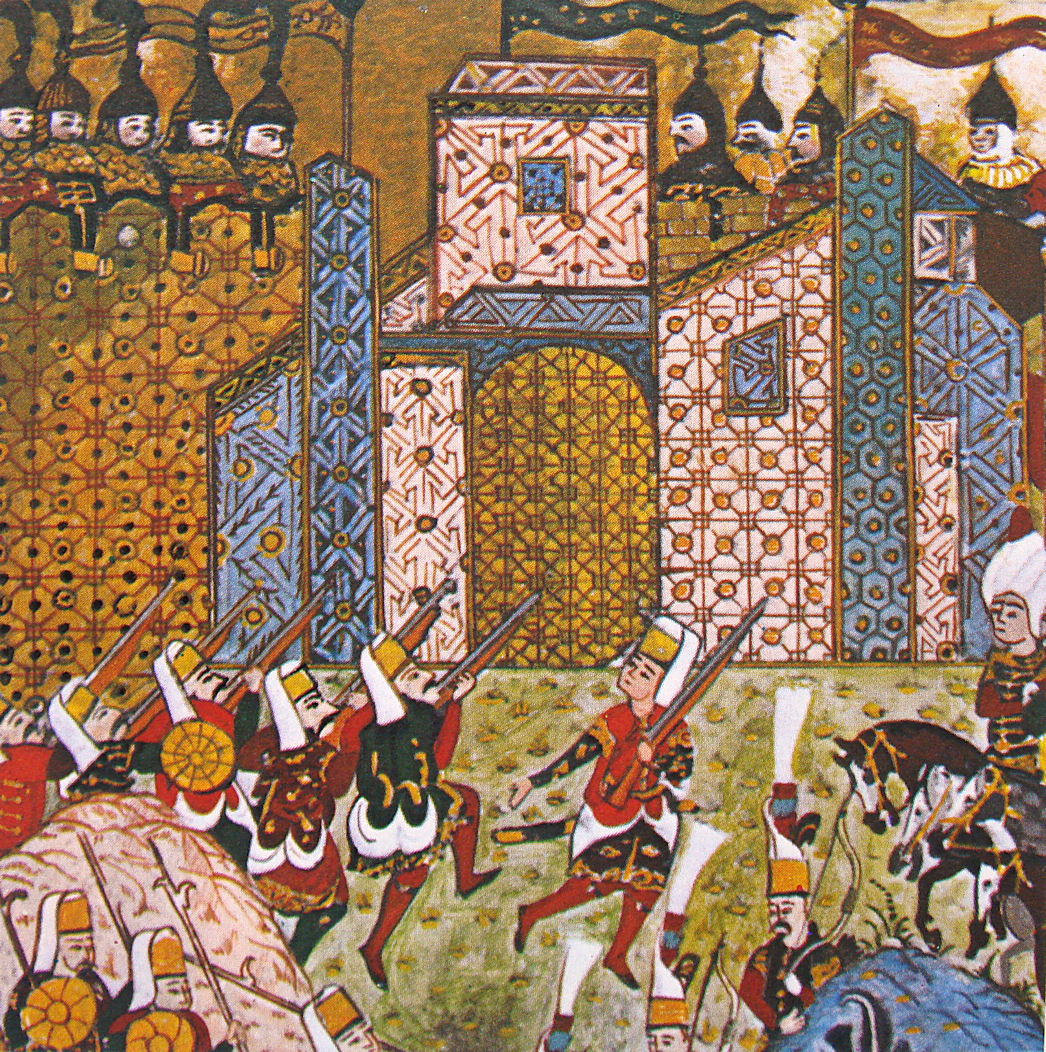
I giannizzeri ottomani sparano contro i cavalieri ospitalieri sulle mura

Il 3 settembre Gabriele Tadino, non potendo contrastare i minatori turchi in altro modo, fece scavare e controminare una trincea parallela alle mura e munita di traverse tra la Torre della Vergine e il bastione di Porta San Atanasio, in modo da intercettare i cunicoli nemici e ridurre il danno provocato dall'esplosione delle mine. La mattina seguente i turchi guidati da Qasim Pascià fecero saltare una mina sotto il bastione di San Atanasio, distruggendone una parte insieme alla trincea scavata dal Tadino e creando una breccia di 18 metri nelle mura. L'esplosione fu il segnale per l'inizio di un attacco che durò per circa due ore e si combatté nei pressi della trincea che gli uomini del Tadino non riuscirono a completare in tempo. I turchi riuscirono a portare dieci bandiere sopra il bastione di San Atanasio e a prendere il controllo delle mura attorno alla breccia ma subirono il contrattacco degli inglesi di fra' Nicholas Hussey e del Gran Maestro che li respinsero fuori dalle mura con la perdita di circa mille uomini; nella trincea morirono 20 cristiani. In seguito altre due mine esplosero una presso Porta San Atanasio e un'altra presso il bastione di San Giorgio senza provocare grandi danni e furono seguite da altrettanti attacchi ma grazie anche ai rinforzi dei cavalieri tedeschi, gli inglesi riuscirono a proteggere la breccia. I danni subiti dalle mura in quel giorno riuscirono ad essere in parte riparati durante la notte.

### Assalti al Bastione di San Atanasio
Il 9 settembre esplose una mina sotto il bastione di San Atanasio e altre due all'interno del fossato presso la posta d'Alvernia e d'Aragona senza causare gravi danni. I turchi riuscirono a scalare il bastione e a piantare dieci bandiere ma dovettero ritirarsi dopo la perdita di molti uomini tra morti e feriti. L'11 settembre i turchi tentarono un nuovo assalto ma furono respinti. I difensori scoprirono otto cunicoli con mine pronte ad esplodere grazie a pelli di animale stese tra due pali a cui erano legati dei campanelli che venivano fatti suonare dalle vibrazioni prodotte dagli scavi. Allora realizzarono contromine che venivano riempite di polvere da sparo e fatte saltare seppellendo il nemico. L'ingresso di alcuni dei cunicoli realizzati dai turchi si trovava a quasi un miglio di distanza dalle mura della città e la loro protezione dall'artiglieria nemica era fornita dalla stessa terra scavata, che veniva accumulata formando dei piccoli bastioni, oltre che da ripari in legno. I lavori di scavo proseguivano ad ogni ora del giorno e della notte e vi venivano impiegati migliaia di guastatori.
Il 17 settembre esplosero due mine, una il bastione di San Atanasio, l'altra presso il bastione di San Giorgio ma ebbero poco effetto perché sfogarono contro le contromine cristiane. Seguì un attacco dove i turchi riuscirono ad innalzare 30 bandiere sopra le mura della posta d'Aragona e assaltarono anche le poste di Provenza e d'Italia e il Forte di San Nicola ma furono costretti a ritirarsi dopo un contrattacco durato due ore. Il 21 settembre ci fu un nuovo assalto generale che vide il massiccio impiego del fumo per togliere visibilità all'artiglieria cristiana ma fu comunque respinto. Il 22 settembre Solimano divise la flotta in tre squadre ordinandole di spostarsi al Flisco, a Calchi e a Tiro per svernare mentre egli sarebbe rimasto con l'esercito a Rodi per continuare le operazioni; in realtà pare che lo stesso sultano vi si fermasse per qualche giorno a causa dell'insopportabile lezzo emanato dai cadaveri dei soldati caduti nei recenti assalti. Impose inoltre tasse straordinarie per far fronte agli enormi costi dell'assedio ed inviò una nave al Negroponte per rifornirsi di pece. Lo stesso giorno gli Ospedalieri neutralizzarono cinque mine e il successivo una mina esplose danneggiando le mura presso la chiesa di San Salvatore dei Greci.
Poco dopo l'alba del 24 settembre Mustafa Pascià rinnovò le ostilità facendo tirare tutta l'artiglieria disponibile all'unisono e ordinando successivamente un attacco alle poste d'Alvernia, d'Aragona, d'Inghilterra, di Provenza e d'Italia. I turchi riuscirono a distruggere metà del Terrapieno di Spagna e a portare settanta bandiere in cima alle mura difese dalla Lingua d'Aragona che tennero per più di due ore. Il nemico venne respinto solo dopo quattro o cinque ore di scontri durante i quali il Tadino si distinse combattendo corpo a corpo contro i turchi con una picca in trincee e cunicoli mezzi allagati. Gli scontri costarono quaranta morti ai cristiani ma i turchi ebbero però perdite pari a 3 000 morti, talmente tanti che per due giorni non si poté combattere in quel luogo a causa dell'odore di putrefazione. Si scoprì tramite un turco fattosi cristiano, che il capo dei giannizzeri era rimasto ucciso e che sia Lala Mustafà Pascià che Piri Pascià erano stati feriti da colpi d'archibugio. A questo punto dell'assedio i turchi avevano perso circa 20 000 uomini. D'altra parte però un uomo fuggì verso l'accampamento turco e svelò che i tratti più deboli delle mura erano quello davanti al Palazzo e all'Ospedale ovvero tra la Torre di San Giovanni e la Torre di San Paolo e tra questa e la Porta della Libertà. Nel frattempo i turchi avevano predisposto galee sottili, brigantini, fuste e piccole barche per cercare di assaltare il Forte di San Nicola ma, malgrado il tempo fosse favorevole, vi rinunciarono. A causa dell'ennesimo fallimento Solimano decise di condannare a morte per scorticamento e decapitazione suo cognato Mustafa Pascià ma venne poi convinto dai suoi ufficiali a risparmiarlo.
Il 3 e il 6 ottobre i turchi diedero il quinto e sesto attacco alla posta d'Aragona, riuscirono a risalire sopra le mura e ci furono nuovi tentativi di minarle ma le contromine cristiane riuscirono ad intercettare tutti i cunicoli nemici all'interno dei quali si combatté ferocemente a colpi di archibugio e anche di piccoli pezzi d'artiglieria. La mattina del 7 ottobre riuscirono a far esplodere una mina nei pressi del Bastione del Carretto, tenuto dagli italiani, e la sera attaccarono il Bastione di San Giorgio riuscendo a prendere possesso di un tratto di mura e danneggiarle senza che i difensori riuscissero a respingerli. Il 10 ottobre, dopo aver bombardato meno del solito, i turchi lanciarono cinque assalti, riuscendo a scalare le mura, a piantare sessanta bandiere e a mantenere il controllo sui bastioni presidiati dalla langue d'Aragona per circa due ore prima di essere sconfitti. Durante gli scontri gli Ospedalieri scoprirono circa cinquanta mine nemiche.

#### Situazione ad ottobre
Il 14 ottobre il Gran Maestro reputava di poter tenere la città al massimo per un altro mese in assenza di soccorsi ed era ormai consapevole che l'esercito nemico non si sarebbe ritirato per il sopraggiungere dell'inverno. Gli Ospedalieri avevano perso almeno 900 uomini senza contare i feriti e Le mura tra il bastione di San Giorgio e la Torre della Vergine erano ormai malridotte tanto che vi si poteva alloggiare con difficoltà l'artiglieria per cui risultavano scarsamente difendibili. La breccia presso la Porta di San Atanasio era stata in parte riparata e dietro di essa era stato scavato un controfossato difeso da molti cannoni. I turchi avevano perso 50 000 uomini tra morti e feriti, le malattie tipiche di molti lunghi assedi stavano iniziando a diffondersi tra i soldati ma la logistica funzionava ancora ottimamente per cui non mancavano i rifornimenti di cibo, legname, armi e munizioni. Contro le mura di Rodi erano stati sparati 40 000 colpi d'artiglieria senza contare quelli di falconetti e sagri, 2 000 colpi di bombarda, alcune delle quali lanciavano palle di pietra del peso di 500 libbre grosse, svariati colpi di basilischi in grado di lanciare palle di bronzo del peso di 100 libbre e avevano installato 63 mine delle quali 13 erano andate a segno. Questo stesso giorno Gabriele Tadino fu ferito ad un occhio.
Il 17 ottobre fallì un altro grande assalto in cui venne completamente distrutto quanto rimaneva del baluardo di San Atanasio. Il giorno successivo dal Negroponte arrivarono a Rodi quattro galee che scaricarono due grosse bombarde. Il 24 ottobre Solimano tentò di nuovo di prendere la città senza successo e vi furono molti morti da entrambe le parti. Sfiduciato dai continui insuccessi, dalla dissenteria che attanagliava il campo e dal basso morale dei soldati che ormai si rifiutavano di avvicinarsi alle mura, il sultano fu sul punto di ritirarsi dall'impresa. Fece costruire una fortificazione in grado di contenere fino a 2 000 uomini presso la collina di San Daniele, a circa 3 miglia dalle mura della città e la utilizzò quale nuova base per le operazioni. Il 31 ottobre il Gran Maestro fece giustiziare per decapitazione e squartamento un suo medico, Andrea Meral e tre suoi servitori poiché passavano informazioni al nemico. Uomo molto ambizioso ed orgoglioso, il Meral aveva perso l'elezione a Gran Maestro per una manciata di voti e sin da quel momento aveva odiato il de Villiers diventando il suo principale avversario politico. Il 5 novembre la sua testa fu conficcata su una picca e posta sul bastione che difendeva e i quarti furono fissi su altrettante poste.

#### Le trattative e la resa
Alla fine di novembre un altro massiccio attacco venne respinto ma entrambe le fazioni erano ormai esauste. Solimano, vista la situazione, in cambio della resa promise ai difensori che gli sarebbe stata risparmiata la vita e che avrebbero potuto portare con sé tutti i beni mobili eccetto le artiglierie. L'alternativa sarebbe stata invece la morte e il saccheggio della città. Il Gran Maestro accettò il negoziato. Solimano presente di persona a quasi tutto il lunghissimo assedio, condusse le trattative mescolando tratti cavallereschi, con comportamenti improntati a modelli umanistici, a spietate minacce. Apparve imperturbabile e convinse i cavalieri che nulla gli avrebbe fatto cambiare idea e l'assedio sarebbe stato tenuto per anni se necessario, anche a costo di trasferire tutta la corte ottomana a Rodi per poterlo gestire personalmente. Solimano inizialmente aveva offerto all'Ordine di diventare suoi feudatari, abbandonando però la guerra di corsa contro i musulmani e dedicandosi solo a opere pie e pare che proprio questa proposta fosse alla base del tradimento di Andrea Meral, che avrebbe potuto essere nominato Gran Maestro in questo rinnovato Ordine. Tra l'11 e il 13 dicembre venne dichiarata una tregua per favorire i negoziati. Quando però i difensori pretesero ulteriori rassicurazioni sulla loro vita, Solimano, infuriato, ordinò di bombardare la città e riprendere gli attacchi. Il 17 dicembre la posta d'Aragona risultava ormai indifendibile e il 20 dicembre il Gran Maestro chiese una nuova tregua. Il sultano era pronto a concedere ai cristiani dieci giorni di tempo per evacuare la città, nel frattempo si sarebbe tenuto a quattro miglia di distanza e avrebbe spostato la flotta al Flisco. Pretese quale garanzia la consegna di venticinque cavalieri e venticinque tra le più importanti personalità dell'isola oltre all'ingresso in città di venticinque capitani turchi. Lo scambio avvenne alla mezzanotte tra il 20 e il 21 dicembre. Lo stesso giorno Gabriele Tadino lasciò Rodi a bordo di un brigantino e il 5 gennaio raggiunse Zante dove riportò la notizia della capitolazione di Rodi. Il 22 dicembre, i rappresentanti della città accettarono le condizioni del sultano, ciò permise agli Ospedalieri di abbandonare l'isola portando con sé i civili cristiani e i simboli della loro religione. A seguito della battaglia, infatti, Solimano trasformò parte delle chiese dell'isola in moschee. Il 1º gennaio 1523, gli Ospedalieri rimasti si imbarcarono su 50 navi insieme a 4 000 civili cristiani..

## Conseguenze
Le navi dei Cavalieri Ospitalieri, dopo 212 anni, lasciarono Rodi dirigendo verso il Regno di Sicilia e verso Tripoli. Dopo sette anni di spostamenti da uno stato all'altro, nel 1530, per ordine di Papa Clemente VII e dell'imperatore Carlo V, si stabilirono a Malta, pagando annualmente un falcone maltese al Viceré di Sicilia.